# Un guijarro en el cielo
Un guijarro en el cielo (título original en inglés: Pebble in the Sky), publicada en 1950, fue la primera novela de ciencia ficción escrita por Isaac Asimov. La historia sería después incorporada al Universo de la Fundación, donde es el tercer libro de la Serie del Imperio Galáctico. Su título alude al desprecio que los restantes habitantes de la Vía Láctea sienten entonces por la Tierra, de la cual ya se había olvidado que era el origen de la colonización interestelar.
Esta novela es una versión extendida del relato "Envejece conmigo" encargado a Asimov por la revista Startling Stories en 1947 y luego rechazado por esta, a pesar de retenerlo tres semanas. Astounding también lo rechazó e incluso una editorial no mencionada por Asimov no la aceptó y eso que él estaba dispuesto a entregarlo gratis. Finalmente, el autor se enteró en 1949 que la editorial Doubleday planeaba crear una colección de ciencia ficción y, luego de algunos tropiezos, esta  lo aceptó, pero le pidió lo llevara de 49.000 a 70.000 palabras (le pagaron US$150 por hacerlo, más US$350 por la obra en sí) y se publicó en 1950 bajo el título de Un guijarro en el cielo. La versión original puede leerse en la colección Cuentos paralelos (The Alternate Asimovs), publicada en 1986.

## Argumento
Debido a un improbable y fortuito fenómeno nuclear, Joseph Schwartz, un sexagenario sastre de mediados del siglo XX, es trasladado más de 7.000 años hacia el futuro hasta el siglo IX de la Era Galáctica. La Tierra que encuentra Schwartz es una especie de "gueto" donde la radioactividad ha hecho inhabitable la mayor parte de su superficie (tema que Asimov desarrolla detalladamente en la novela Robots e Imperio de la Serie de los robots). La escasez de recursos ha obligado a imponer un riguroso control de natalidad y la eutanasia forzada de los mayores de 60 años.
El argumento entrecruza, entre otras, las vidas del físico-médico terrícola Affret Shekt, del baronniano Bel Arvardan (investigador científico del Instituto Arqueológico Imperial) y del poderoso Balkis, secretario del primer ministro de la Tierra. Una conspiración encabezada por este último amenaza con diezmar la población de la galaxia con una mortal arma bacteriológica.
Aturdido por su incomprensión de lo sucedido, tomado por casi todos como un idiota y con el comportamiento de un antihéroe a lo largo de casi todo el relato, Schwartz a través de un equipo especial (sinapsificador) es dotado de poderes telepáticos, y así ayuda a salvar al Imperio del peligro procedente de la misma Tierra.